# デビルサマナー ソウルハッカーズ
『デビルサマナー ソウルハッカーズ』（DEVIL SUMMONER SOUL HACKERS）は、1997年11月13日にアトラスより発売されたセガサターン用ゲームソフト。1999年4月8日にはPlayStationに移植され、2012年8月30日にはニンテンドー3DS版が発売された。

## 概要
『真・女神転生』シリーズの作品であり、デビルサマナーシリーズの第2作目。前作の登場人物も何人か登場しているが、主人公などは一新されている。シリーズの中では難易度がやや低めに設定されており、初心者にもとっつきやすい仕様になっている。ネットワーク社会の到来とそれに伴う心の闇や軋轢、急進的管理社会の危険性を、悪魔との戦いの中で描いている。
前作『真・女神転生デビルサマナー』で不評であった部分を解消しており、それまでのシリーズにはなかった新要素も多数盛り込まれている。
本作ではバーチャルリアリティによる電脳世界「パラダイムX」と現実世界「天海市」の二重構造、死者の記憶を追体験することで主人公以外の視点を得られる「ビジョンクエスト」といったシステムが特徴となっている。

## ストーリー
全てがコンピュータで管理され、ネットワークで接続された情報環境モデル都市・天海市。主人公はその天海市のハッカーグループ「スプーキーズ」に所属する機械知識に富んだ少年。腕試しのハッキングによって、天海市で話題の仮想都市サービス「パラダイムX」のモニター権を横取りし、グループのアジトであるトレーラーへ向かうと、そこではリーダーのスプーキーが銃を模した小型コンピューターを持ち込んでいた。拾ったというその機械はただの珍奇なパソコンなどではなく、電脳上で悪魔召喚の儀を執り行う「悪魔召喚プログラム」を宿したコンピューター・通称：COMP（コンプ）というデジタル召喚器であり、特に銃型のものはGUNとCOMPを掛け合わせたGUMP（ガンプ）と呼ばれるものだった。不思議な体験を経てGUMPのプロテクトを解除すると、そこから「ネミッサ」と名乗る女悪魔が出現した。
このGUMPとネミッサを巡って、主人公は天海市全体を巻き込んだデビルサマナー（悪魔召喚士）同士の闘争に巻き込まれていく。当初は理想の電脳世界と思われたパラダイムXだが、そのユーザーの中には魂を抜かれたように無気力になる人や、凶暴化する奇病が蔓延し始める。一方で天海市内の各地やパラダイムX内では悪魔が出現する。スプーキーズはこの事件を調査するうちにパラダイムXを使って人々のソウルを集めようとするアルゴンソフトの社長・門倉とファントムソサエティというダークサマナー組織の陰謀に気付く。アルゴン社とファントムは、スプーキーズのメンバーを暗殺しようと次々と刺客を放つも主人公とネミッサの力によって撃退されてしまう。アルゴン社とファントムは最後にはスプーキーズのネットアカウントを停止し、さらには悪質ハッカー集団としてメンバーの個人情報を晒しだす。これによってスプーキーズは解散に追い込まれる。門倉達の勝利かと思われたが、やがてパラダイムXのメインプログラムである電霊マニトゥは門倉の意思すら離れ・無差別に魂を吸収し暴走し始める。
己の使命を思い出したネミッサは暴走するマニトゥに「死」を与えるため、門倉を吸収したマニトゥの巣食うアルゴン本社地下のメインサーバーへと向かう。

## 登場人物
声はニンテンドー3DS版でのキャスト。

### スプーキーズ
スプーキーをリーダーに結成された天海市のハッカーグループ。メンバーはスプーキー、ランチ、主人公、ヒトミ、ユーイチ、シックスの6人。
スプーキーが所有する大型トレーラーがアジトである。トレーラー内にはPCなどの活動に必要な機材が積み込まれ、場合によってはアジトの移動も可能である。トレーラーの側面にはサングラスをかけたお化けをモチーフにしたスプーキーズのロゴが描かれている。
主な活動内容は企業情報や裏取引情報などのハッキングで、企業ぐるみの不正を暴くことが多い。これらの情報のハッキングを依頼されて報酬を得ることもあるが、興味半分でやっている面があるメンバー達の意に適った依頼のみを受け付けているため、資金繰りには苦労している。
主人公
本作の主人公。18歳。天海市あかね台地区のマンションに住んでいる少年。家族は両親と妹の友子。
コンピュータには小さい頃から興味があり、才能に恵まれていたこともあって、遊びの一環としてハッキングをしていた。そのため、ネット利用が容易なターミナル設備が整っている天海市の環境をそれなりに気に入っている。
過去に妹が交通事故に遭う原因となった「連続ハッキング事件」の真犯人を追う中で、後にスプーキーズを組むことになるハッカー達と知り合った。
後に撃鉄を起こすと変形する銃型COMP「GUMP」を入手したことで悪魔の存在を知り、天海市を巡る巨大な陰謀に立ち向かっていくことになる。
プレイヤーとの一体感を高めるためゲーム中には主人公の容姿は一切表示されないが、イメージイラストでは緑色の服を来た短髪の少年として描かれている。判断力と行動力に長けており、スマートな体型ながら武道の心得もある。
ヒトミ / 遠野 瞳（とおの ひとみ）
声 - 寿美菜子
18歳。主人公の幼馴染みで、スプーキーズの紅一点。真面目でしっかりとした性格をしており、周囲の大人達からの評判がよい反面、人に甘えることが苦手でもある。
幼い頃に母親を亡くし、代わりに育ててくれた祖母も亡くして以来、家を留守にしがちな考古学者の父親と2人で（実質的には1人で）暮らしている。父親は遺跡調査のため各地を飛び回っている。
後にGUMPの中から現れたネミッサに乗り移られ、一つの肉体に2つの魂が同居することになる。
前作『真・女神転生デビルサマナー』に登場した吾妻教授の親戚に当たる。
ネミッサ
声 - 寿美菜子
GUMPに封印されていた記憶喪失の女悪魔。正体は悪魔ではなく「電霊」と呼ばれる存在。
見た目は銀髪の派手な外見（好む服装も派手）が特徴的な主人公のパートナーであり、本作の全てを握るキーパーソンでもある。実体を持たないため、ヒトミの体に乗り移っている。
ゲームの演出上、ネミッサの魂が主導権を握っていないときは黒髪に戻るように見えるが、これはイメージ的なものであり、実際はネミッサが乗り移った瞬間から常に銀髪に固定されている。また、スプーキーズの面々は一部例外を除き、ネミッサの存在には気づいておらず、「ヒトミの雰囲気が変わった」という程度にしか認識されていない（何らかで出来ないようにしていたのかもしれないが）。
最初は無邪気でわがままな性格だが、周りの人々との交流を経て、他者を思いやる心などを育てていき、心や痛みを知るようになる。後にマニトゥに｢死｣を与える電霊であったことを思いだし、主人公がマニトゥを倒した後、死を与えた。
序盤のヒトミに対する印象を答える選択肢の結果によって、ネミッサの使用可能な魔法の属性（アギ、ジオ、ブフ）が決定される。
名前の由来はアメリカ先住民アルゴンキン族の言葉で「星の乙女」を意味する神格。
スプーキー / 桜井 雅宏（さくらい まさひろ）
声 - 中井和哉
いつもヨレヨレのスーツ姿にスニーカーを履いてタバコを咥えている、スプーキーズのリーダーである男性。ハンドルネームは「スプーキー」なのだが、ユーイチ以外のメンバーからは「リーダー」と呼ばれている。なお、普段はアルゴン社の契約社員として働いている。
優れた知性を持つ凄腕のハッカーで人当たりのよい温厚な性格でルーズに見える外見とは裏腹に行動力に富む。いつもタバコを口にくわえているレベルのヘビースモーカー。
ちなみに、スプーキーズのトレーラーをローンで購入したようだが、まだ支払いは済んでいないという。
門倉とは因縁があり、表には出さないが強い劣等感を抱いている。後に門倉の手によってスプーキーズがバラバラになり、ランチとシックスとユーイチが捕まり、主人公らと天海モノリスに向かう事になり、道中で誤解は解けたものの桜井は魔王サタナエルに憑依されてしまい戦う事になる。主人公達はサタナエルを倒すが、憑依されていた為に同時に桜井も死亡する事になる。
PS版と3DS版の2周目にて生存ルートがあり、レイに救われて以降は彼女に惚れているという描写がなされた。
ランチ / 北川 潤之介（きたがわ じゅんのすけ）
声 - 高木渉
ドレッドヘアでピアスを着けているのが特徴のスプーキーズのメンバーである青年。ハンドルネームは「ランチ」。序列は二番目の兄貴分。スプーキーズ結成前は旧知の相棒「ディナー」とコンビを組んで活動していた。
性格は見た目にそぐわず仲間内では冷静なほうであり、常に一歩引いたところから物事を見ている。
外見に似合わず根は職人肌で真面目。ハッキングの他、手先の器用さを活かしたハードの改造を得意とする。器用さ故か芸術センスもなかなかのもので、移動アジトであるトレーラーハウスの側面に描かれているスプーキーズのロゴ（サングラスと葉巻の幽霊）は彼によるスプレーアート。
アルゴン精工の重役である父・毅生からは常に気にかけてもらっているが、ランチ自身はある誤解から、家庭を顧みなかったために母親を死なせたとして父親に反感を抱いており、家族の話になると冷静さを欠く。そのため、大人の現代社会に対しても反抗的である。後にランチの父親と協力していく中で事実を知り、その後は父親との仲は戻っている。
なお、かつての相棒「ディナー」との物語は「悪魔全書」で語られている。
磯貝正吾によると、「ランチ」というハンドルネームは発射装置としてのランチャーに由来しているが、OPでの食事シーンのイラストから「ランチばかり食べている」という印象が定着したと語られている。劇中、メンバーに料理を振舞うシーンも見られる。
シックス / 迫 真悟（さこ しんご）
声 - 小野大輔
M字の前髪をした白い服のスプーキーズのメンバーである青年。ハンドルネームは「シックス」。
スプーキーズ内では主に情報収集と暗号解読を担当しており、またユーイチと共にいることが多かったりもする。パラダイムXでは強く見せたいからなのか、スキンヘッド男のアバターを使用している。
性格は意地っ張りかつ臆病で、少しキザなお調子者。公式では美青年なのに3枚目というギャップキャラである。いつも一言多い皮肉屋だが、その場の雰囲気を明るくするムードメーカーでもある。
かなりのガンマニアで銃を幾つもコレクションしており、ゲーム序盤にコレクションの中から装備品をくれる。怖がりでありながらホラー映画を好んで見ており、レンタルビデオ店の常連客となっている。
幼少時に姉のエリカを拒絶心からふざけ半分に突き飛ばして階段から落とし、死なせてしまったことが原因で、心に深い傷を負っている。パラダイムX内のアトラクション「VRホラーハウス」に囚われて抜け殻状態となっ悪魔の姿をした姉に守られていたが、主人公達によって救われて以降は少しずつトラウマを克服している。
ユーイチ / 芳賀 佑一（はが ゆういち）
声 - 梶裕貴
二つの角がある帽子を被っているのが特徴のスプーキーズのメンバーである青年。裕福な家庭で育ち、それ故か性格は人懐っこく無邪気で、年齢よりも子供っぽい。
他者の気持ちを察することに疎い（所謂KY）ため、シックスからはしばしばうっとうしく思われており、子供っぽさもあって年上でありながらいつも子供扱いされている他、ウザさを感じる所もあるが、シックスと共にムードメーカーでもある。
ヒトミやシックスとはネット上で知り合った仲。ある夢の為にスプーキーズに身を置いている。
仲間内でただ一人だけハンドルネームを持たず、早く手柄を上げて、かっこいいハンドルネームを名乗りたいと思っている。
コンピュータに関する知識はまだ浅いものの、思わぬ形でハッキングに成功するなど、高い才能を秘めている。
後に先走った行動をして敵に操られてしまうが主人公達に救われ、それ以降は精神的に成長している。

### ファントムソサエティ
人間のソウル（魂）を回収するための機関だが、その真の目的は上層部しか知らない。影から歴史を監視し、人間の成長・進化を管理してきた。
西（にし） / アザゼル
声 - 佐々木省三
政府の次官で、天海市の都市開発総責任者かつファントムソサエティの幹部。その正体は「大悪魔 アザゼル」。
門倉とは利害の一致から協力関係にあるが、計画を推し進める中で様々な事件が頻発することに不審を抱いている。
工場長 / シェムハザ
アルゴン精工の工場長で、西の片腕。その正体は「悪魔 シェムハザ」。仕事熱心だが非常に冷酷な性格で、社員からは恐れられている。
アルゴン精工では天海市の無償配布PCに搭載されている「クリプトチップ」の製造を行っていた。
フィネガン
声 - 立木文彦
ファントムソサエティに仕える誇り高きサマナー。元ボクサーで、鍛え上げられた体にメリケンサック型のCOMPを使う。
組織でもトップクラスの凄腕サマナーであり、主人公と何度も対峙することになる。実力に裏付けられた自信と、仕事に対する美意識を持っている。敵には容赦しないが、不公平な戦いはせず正々堂々と戦う高潔な一面を持つ。
ユダ / ユダ・シング
声 - 千葉一伸
ネパールの誇り高きグルカ人傭兵のダークサマナー。サックス型のCOMPを使う。家族に仕送りをするためにサマナーとしての仕事をしているが、次第に組織の命令に従い戦うことや自分の存在意義に対して疑問を感じるようになる。
ビジョンクエストで彼の人生を追体験することになる。また、彼のCOMPに内蔵されていたメモリーカードは主人公のGUMPに内蔵される事となり、その事で主人公を助ける事になる。
キャロルJ
声 - 諏訪部順一
ロックアーティストのような容姿のサマナー。エレキギター型のCOMPを使い、「演奏」による悪魔の召喚を行う。
サマナーとしての階級は低く、ときおり高レベルの悪魔を召喚しようとして間違った悪魔を召喚したり、召び出した悪魔に身体を乗っ取られてしまうなど、敵ながらどこか抜けた一面を持つ。主人公達とは、たびたび対峙することになる。
PlayStation版では、彼がサマナーを辞めた後は弾き語りとなって街中に再登場する。
マヨーネ
声 - 冬馬由美
組織では数少ない女性のサマナー。西部開拓時代を彷彿させるドレスを着用している。魔法陣の描かれたパラソル型のCOMPを使って悪魔召喚を行う。
自分より強い者の存在を認めたがらない、高いプライドの持ち主。また、プラスチック爆弾を用いた破壊工作も得意としている。衣装はすべてイタリア製。
シド・デイビス
声 - 江川大輔
前作に登場したファントムソサエティのエージェントで、葛葉一族と互角の力を持つダークサマナー。EXTRAダンジョンに登場するが、組織を離れ暴走している。

#### ファントムソサエティの関係者
門倉（かどくら）
声 - 二又一成
アルゴン社を率いる若き社長で、「パラダイムX」開発の総責任者。ファントムソサエティとはお互い利用しあう関係にある。かつてアメリカでとある超常的な存在を発見し、これに寄生されたことで天才的な能力を得るが、本人はそのことに気づいていない。
桜井のハッキング能力を見込んでアルゴンソフトの契約社員としてスカウトしているが、腕を認めつつも取るに足らない存在だと思っている。後にマニトゥに身体を乗っ取られ、主人公に襲いかかる。
名前はビル・ゲイツのゲイツ（門）から取られている。
ウラベ / 卜部 広一朗（うらべ こういちろう）
声 - てらそままさき
元ファントムソサエティのサマナー。葛葉一族と同程度に歴史のある有力な悪魔召喚師一族の出。あるとき偶然知った組織の計画の一端に恐れをなして組織を離脱するが、制裁として妻子を殺され、ファントムに深い恨みを抱くようになる。
ビジョンクエストで彼の人生を追体験することになる。仲魔の悪魔達に慕われていたり、特定の悪魔との会話の際に、彼と知り合いであったと言う話を聞くことができる。なお、主人公のGUMPは元々は彼の物である。
ナオミ
声 - 冬馬由美
ファントムソサエティに雇われたフリーの女性サマナー。香港生まれで元孤児。
COMPを使わず、ヨーロッパで会得した独自の召喚魔法を用いるため、悪魔との意思疎通は一切図れない。独自の召喚魔法だが、ファントムのサマナーを超える実力を持つ。
師匠同士が友人であるレイとは幼馴染みで、一緒に暮らしたこともある仲だが、ある任務でレイの流派と戦って敗れ、師匠と兄弟弟子を殺されてしまい、この惨劇が原因で逆恨みと知りながらもレイに個人的な恨みを抱いている。
主人公はビジョンクエストで彼女の人生を追体験することになる。

### 電霊
分かりやすく言えば電子の悪魔。「自身を生み出したもの」電霊マニトゥの分身であり忠実な下僕。ネミッサも電霊であるが、その役割（存在理由）上から誰の意志にも従わない。
また、電霊故に機械（ネットワーク）を介してどこにでも現れることが可能で、意思を持たぬ回線（全ての回線）と意思の弱い人間を支配できる。
ムーウィス
ネミッサを追って現実世界にやってきた黄色の電霊。電霊の中では最も知性的で、今回の事件の全貌を理解している。ネミッサを何としても消去するべく狙っており、そのためには手段を選ばない。
実体化能力に乏しく、現実世界で活動するため人間や機械の体を得つつ、3度にわたって襲いかかってくる。
ウィンペ
空港管制室に出現した緑色の電霊。実体化が不完全で、意志の疎通が難しい。主人公達とは直接関わらず、ビジョンクエストにおいてのみ戦闘となる。
マルスム
アルゴン本社の全システムを乗っ取るほどの力を持つ最強の電霊。精神、形状共に不安定で、極めて危険な存在。ネミッサの存在理由である｢マニトゥに死を与える｣事を知っており、それ故に異常なまでに恐れを抱いている。
マニトゥ
声 - 小形満
全ての電霊の生みの親。その正体は、太古の北米大陸に、何者かによって異次元から送られてきた霊的な観測装置である。菌類に類似した性質で、他者に寄生することにより「超常的な能力」を与える力も持つ。
原住生物のソウル（魂）を一定量収集することを目的としていたが、同地に住む人間の持つ強い感情や欲望も吸収してしまったために暴走。
死という概念を持たなかったために、アメリカ先住民の戦士であるレッドマンによって封印されていた。
現代においては、渡米中に自らを発見し接触した「門倉」に「能力」を与えアルゴン社を創設、自らの「スポア」を込めたクリプトチップ入りの高性能コンピューターを製造、「パラダイムX」利用者のソウルを吸収してしまうシステムを作り上げる。また、大自然と共にあり恩恵さえ受けてきたレッドマン達と比べ、ソウルが弱くなってしまった現代人にとってはもはや天敵となってしまった。
本体は天海市二上門地下の古代遺跡の奥に安置されており、この地に眠っていた”神霊”ティアマトとアプスー、いずれかの能力を引き継いでいる（3度目のビジョンクエストにてナオミが倒さなかった方の能力を引き継ぐ）。
放った電霊たちは倒されていき、最終的に主人公と戦うも敗れ、ネミッサにより死を与えられた。

### 葛葉一族
長い伝統を誇るデビルサマナーの一族。
人道に反した悪魔関連の行為を制圧するために活動しており、目的のために手段を選ばないファントムソサエティとは対立関係にある。
レイ / レイ・レイホゥ（麗 鈴舫）
声 - 小松由佳
前作に登場したキョウジのパートナーだが、現在は別行動している。今作では天海市に何かの調査に来ていること以外は謎である。
スケロク
声 - 二又一成
歌舞伎役者風の男だが、中身（魂）はキョウジ。かつてのパートナーであるレイを追って天海市にやってきた。前作で魂が肉体に戻れなくなった後は気に入った人間の体を次々と乗り替えて生きているらしく、フィネガンの肉体も候補に入れていた。
なお、スケロクとして宿っている体についての詳細はキョウジが語らない為、名前以外不明なままである。
マダム銀子（マダムぎんこ）
声 - 杉田智和
葛葉一族の目付け役。今作では黒のスーツで登場。設定では、かつては管使いであったという。
ファントムソサエティやサマナーによる世界的ネットワークの監視を行っている。ファントムと敵対する立場になった主人公に協力的な態度を取り、合体剣の素材となる「無銘の刀」を主人公に授ける。
葛葉 キョウジ（くずのは キョウジ）
前作の主人公。正確にはキョウジ本人ではなく、前作でキョウジの体に魂が宿った別人の青年である。EXTRAダンジョンに登場し、前作の性能に準じた強力な悪魔達を召喚してくる。
葛葉 ライドウ（くずのは ライドウ）
声 - 杉田智和
『デビルサマナー 葛葉ライドウ 対 超力兵団』および『デビルサマナー 葛葉ライドウ 対 アバドン王』の主人公。刀と銃を武器に使い、封魔管で召喚した悪魔を従えて戦う。
3DS版のEXTRAダンジョンに登場し、お目付け役の黒猫「ゴウト」と共に大正二十年から時空を超えて現れた。十四代目「葛葉 ライドウ」の名を継いだサマナー。
ゴウト / ゴウト 童子（ゴウト どうじ）
声 - 中田譲治
ライドウと行動を共にする黒猫。3DS版のEXTRAダンジョンでライドウと共に登場する。初代「葛葉ライドウ」の霊が憑依しており、知能の高さを活かしてライドウのお目付け役を務めている。ライドウの成長ぶりが気になっており、時折彼に忠告を与える。
葛葉 雷堂（くずのは らいどう）
声 - 杉田智和
ライドウの世界とは別次元の世界にいるもう一人の十四代目「葛葉ライドウ」。3DS版のEXTRAダンジョンに登場し、顔には大きな傷があり、ライドウとは異なった雰囲気を漂わせている。黒猫「業斗 童子」を引き連れている。
業斗 童子（ごうと どうじ）
声 - 中田譲治
雷堂のお目付け役を務めているもう一体の「ゴウト」。3DS版のEXTRAダンジョンで雷堂と共に登場し、上記のゴウトに比べて若干大らかな性格をしている。

### その他の人物
レッドマン
声 - 麦人
バーチャル世界である「パラダイムX」にて、主人公が遭遇する謎の意識体。様々な動物の姿をとって主人公をビジョンクエストへと誘い、後にマニトゥについても教えてくれる。
強いソウルを持っていたため、半身は異形化した代わりにマニトゥに支配されずに「能力」を駆使することができた。かつてマニトゥを二上門の地下の遺跡に封印した。
ヴィクトル
声 - 銀河万丈
天海市芝浜地区に寄港している豪華客船「ビー・シンフル号」内で経営している「ホテル業魔殿（ごうまでん）」のオーナー。サマナーに対しては秘密の工房で悪魔合体を行ってくれる。
悪魔や命を研究している謎の人物で、サマナーとは共利共生の関係にある。前作と服装は変わっており、豪華客船に居るからか船乗り風になっている。
メアリ
声 - 斎藤千和
業魔殿で働くメイドで、ヴィクトルによって創られた存在である。冷たい印象の雰囲気と機械的な言動が目立つが、主人公やネミッサとの交流を経て（プレイヤーの行動次第）、感情が芽生えていく事になる。
第三十三代目・村正（むらまさ）
声 - 秋元羊介
ビー・シンフル号の総料理長で、元フレンチのシェフ。実は刀鍛冶で、剣と悪魔を合体させる剣合体を行ってくれる。
「料理の基本は包丁」という考えから刀剣類について探求するようになり、その結果として刀工村正の継承者となった。より強力な刀剣を追求する中でヴィクトルと出会い、彼のもとで働きつつ合体術を学んでいる。
レティキュリアン / アルファとベータ
声 - 佐藤晴男
アルファとベータの2人で結成する双子のオネエ天才ハッカー。額に模様があり扇を持つのがアルファ、頭に星模様があり黒い機械を付けているのがベータ。表向きはクラブ「EL-115」のDJを務めている。
能力の高さゆえか、仕事は報酬よりも内容で選ぶ。幼少期から非常に高いIQを有したいわゆるギフテッドであり、それ故にかつてある施設で研究対象にされていたが、これに嫌気が差した2人は知能テストをわざと少しずつ低得点になるよう回答することで、本当は凡人であったと研究者を欺くことに成功し、自由を得てからは気の向いた仕事を請け負っている。スプーキーとは知り合い同士で、彼の依頼を受けて新しいインストールソフトの開発を行なっている。主人公を可愛いと言って気に入っている。
Dr.スリル
声 - ふくまつ進紗
前作から登場している、人造悪魔「造魔」を研究するマッドサイエンティスト。おかっぱ頭と大きな鼻が特徴。
自身の作品をことごとく倒してきたサマナーに対して激しい憎悪を抱いている。祖国の旧ソ連崩壊後に日本の関西地方に亡命したため、流暢な関西弁を操る。
ロメロ
声 - ふくまつ進紗
Dr.スリルに脳改造を施されている猿。Dr.スリルがサマナーへのトラウマを解消するため、自分に忠実なサマナーに仕立て上げた。
知能訓練の影響で強い自我を持ち、自分を猿だと思っていない。なぞなぞやクイズを得意としており、Dr.スリルの影響で関西弁で喋ることもある。
キャプテン・パラダイム
声 - 高階俊嗣
パラダイムX内のキャラクターである正義の使者。初めてログインするユーザーにパラダイムXの仕組みを分かりやすく説明してくれる。
トモコ / 友子（ともこ）
声 - 浅倉杏美
主人公の妹。ショートカットで眼鏡をかけている。明るくさばけた性格の持ち主。中学3年生で、高校受験を控えていながら勉強を嫌がり、兄が取得したモニターライセンスを使っていつもパラダイムXで遊んでいる。コンピュータに詳しい兄を尊敬しており、ヒトミを姉のように慕っている。
かつてネットの管理機関がハッカー摘発を目論んで引き起こした信号荒らしが原因で交通事故に遭い、一時期入院していたことがある。絵や写真の鑑賞が趣味で、将来はクリエイティブ関係の仕事に就くことを望んでいる。
パラダイムXで遊んでいた際に普段の不満などを「妖獣 スナッピー」に付け入られ、アクアドルフィンに魂を吸い込まれてしまうが、主人公がスナッピーを倒した事で元に戻って以降は受験勉強をしている。
北川 毅生（きたがわ たけお）
声 - 大林隆介
ランチの父親。アルゴン精工に勤めているサラリーマン。かつて勤務先の不正を知った際にこれを告発しようとしたものの、ある理由から告発を断念し、後に間もなく病弱であった妻を亡くす。このことが原因で、ランチからは母が死んだのは父が気苦労をかけたせいだとして憎まれている。後にランチに事実を話し、それ以降は仲が戻っている。
迫 エリカ（さこ エリカ）
声 - 上田茜
シックスの姉。おませながらも優しい弟想いの姉。幼い頃に弟の拒絶心からの悪ふざけで階段から突き落とされた際に運悪く死亡した。死後は霊体として弟を見守り続けていたが、弟は事故を引き起こしたという耐え難い現実から本能的に逃れようとして姉の存在を忘れていた。後に「怨霊 エリカ」として主人公達の前に姿を表すことになる。
ディナー / 吉良 章弘（きら ゆきひろ）
『悪魔全書 第二集』のノベルに登場したスプーキーズの元メンバー。ハンドルネームは「ディナー」。ランチとコンビを組んでいたハッカー。アフロヘアでサングラスをかけている。物事を長い目で見ることのできる冷静な性格で、気の短いランチを宥めることも多い。
ネット設立の関係者である父親の転勤に伴って天海市に滞在していたが、ネットの管理機関がハッカーをあぶり出すために仕組んだ偽装事件によって摘発され、濡れ衣を着せられた形で天海市を去っていった。スプーキーズはこれらの事件の黒幕を突き止める目的で結成された。

## 舞台
天海市（あまみし）
政府の「次期情報都市政策」において情報環境モデル都市に指定され、再開発された都市。天海市は元々、地方の一都市に過ぎなかったが、再開発によって高度に情報化されたハイテク都市として生まれ変わった。
具体的には全市民へのPCの無償配布や市内各所への端末（ターミナル）の設置および高速ネットワーク回線の整備が行われており、全市民へのIDの発行や電子マネーの導入なども行われている。
都市のモデルは特にないが、お台場や幕張がイメージされている。
パラダイムX
天海市民向けに運営されている三次元の仮想都市。アルゴン本社内のサーバ上に構築され、ユーザーはネットワークを通じてパラダイムXに接続できる。パラダイムX内では実際の店舗・施設を訪れるのと似た感覚でのショッピング・各種サービスの利用や他のユーザーとの交流が可能である。パラダイムXが造られた真の目的は人間の魂を吸い取ること。
ゆくゆくは天海市民に一般公開される予定だが、まだテスト段階であり、抽選で選ばれたモニターのみが接続可能な上、パラダイムX内で利用できる施設も限定されている。しかし、モニターには市民から相当数の応募があり、アルゴン社も応募を締め切れない状況であったという。
映画館
2択問題で全問正解を要求するクイズが楽しめる「ダンジョンQ」、質問に答えながら進むことで異性との相性を診断する「相性ラヴくらぶ」が設置されている。
ソシオフォーラム
様々な人たちが集まって語り合う社交場。
銀行
アイテムを売って現金に換えたり、所持金を預けることが可能。
ビーチフォーラム
南国リゾート気分が堪能できる場所。有閑マダムから気に入られている。
ユーザーズカウンター
観光案内所。パラダイムXを終了する時に使用する。
ブティック
高級ブランドの洋服を取り扱っている。
おフロフォーラム
リラックスできる場所。
エアビジョン
飛行機のモニターから最新ニュースが流れている。
占い屋
進むべき道を見失った時に訪れることでヒントを得られる時がある。
ペットショップ
店主のロク五郎が電子ペットを扱っている店。他に悪魔の取引所という側面を持っている。
アルゴン社
次期情報都市政策で大きな役割を占めているIT企業。アルゴンソフトやアルゴン精工などを持ち、ソフト・ハード共に供給を行っている。

## システム

### 戦闘・魔法・COMP
仲魔の忠誠度と性格
仲魔には忠誠度があり、サマナーとの信頼関係を表している。仲魔の性格には物理攻撃を好む「獰猛」、回復・防御を好む「友愛」、GOを好む「愚鈍」、魔法攻撃を好む「狡猾」、その場に応じた適切な攻撃を行う「冷静」、常に命令に従う「虚心」の6種類があり、戦闘時に性格に応じた命令を出したり、移動時に特殊アイテムを贈答することで忠誠度を上げることができる。忠誠度が高くなると自分の好みに反する命令にも従うようになるほか、攻撃力が高まるものや、中にはアイテムに「魔晶変化（ましょうへんげ）」するものもいる。反面、仲魔の好みに合わない命令を出し、命令に従わなかった場合は忠誠度が下がり、最悪の場合仲魔がパーティーを離脱することもある。
前作に比べて忠誠度が上がりやすくなり、アイテムの「酒」を使うことで一定期間だけ性格を変えることも可能になった。

| 悪魔の性格 | 悪魔の性格                                                     |
| ---------- | -------------------------------------------------------------- |
| 獰猛       | 血の気が多く直接攻撃を好む。食物をあげると忠誠度が上がる。     |
| 狡猾       | 高価な物や魔法攻撃を好む。忠誠度が上がると魔晶変化も使用する。 |
| 友愛       | 回復や防御を得意とする。花を贈ると効果的に忠誠度が上がる。     |
| 冷静       | 状況に応じて行動を使いわける。珍しいものをあげると喜ぶ。       |
| 愚鈍       | 頭が悪いので行動に斑がある。特に好みのものもない。             |
| 虚心       | 主人公の指示に忠実。行動を任せた時は常に防御する。             |

パートナーの魔法タイプの選択
本作ではストーリー序盤のヒトミの性格に関する選択肢によりパートナーのネミッサの魔法タイプが決定される。3タイプあり、主に火炎魔法、氷結魔法、電撃魔法のいずれかを覚える。途中での変更は不可能である。
仲魔の追加種族
本作では新たに「猛将」、「威霊」、「狂神」という種族が追加されている。
「猛将」は造魔から誕生させることができる種族である。英雄と異なり、月齢も合体条件に含まれる。
インストールソフト機能
本作ではCOMPにソフトウェアをインストールするという設定になっており、様々な機能を付加することができる。全部で30種類以上であり、COMPの容量制限から同時にインストールできる数は限られるが、街のターミナルなどで状況に応じたソフトの選択が可能である。
インストールソフトの名前には実在のソフトをもじった物がある点やインストールソフトを組み合わせプレイヤーの目的に合わせたカスタマイズができる点は発売当時のPCのもう一つの主流だった「自作PC」を思わせる部分もある。
COMP合体機能
本作では主人公の携帯するCOMPに悪魔合体機能が加わった。これにより、ダンジョン内などでも悪魔合体が行えるようになった。業魔殿で行う合体と異なり、2身合体しか行えないなどの制限があるが、インストールソフトを使うことで特定の種族を仲魔にするのに必要な合体事故をほぼ確実に起こせたり、合体後の悪魔に合う魔法しか継承しないなど、業魔殿ではできないこともある。

### 移植・リメイクの変更点

#### PlayStation版
Pメッチー
PocketStationで悪魔の幼体を育成するミニゲームがダウンロード可能。ダウンロードした悪魔は再びPS上にアップロードすることで通常の仲魔になる。
カジノ
パラダイムX内に「カジノ・ブリザドン」が追加されており、通常は入手困難なアイテムや最高クラスの装備品が景品になっている。
EXTRAダンジョン標準装備
セガサターン版では『悪魔全書 第二集』に同封されている葉書を送り抽選に当選しなければプレイできなかったEXTRAダンジョンが、本編をクリアするだけでプレイできるようになった。
EXTRAダンジョンには通常出現しない悪魔が出現するほか、ボスとして前作『真・女神転生デビルサマナー』からのキャラクターが登場する。
中断機能
セーブの他に"中断"の記録機能が追加された。どこにいる時にもゲームの中断を行える反面に、一度再開するとデータは消去される。
追加シナリオ・イベント
2周目プレイでは条件を満たすことによりストーリーに変化が起こる。また、一部のキャラクターにイベントが追加されており、その詳細を見ることができる。
ダイジェストモード
セーブデータのロード時にそれまでのストーリーイベントを自由に選んで閲覧できる。

#### ニンテンドー3DS版
PlayStation版から更なる追加要素がある他、ロードやエフェクトの時間短縮により、セガサターン版よりもテンポが向上している。
ネメッチー
声 - 寿美菜子、杉田智和（成長した姿）
PlayStation版のPメッチーの代わりにすれちがい通信で育成する電霊悪魔。
新規の悪魔が30体追加
すれ違い通信を行い、ネメッチーを成長させることで、新たに追加された悪魔を購入できる。悪魔の購入に必要な「Dソウル」は、ニンテンドー3DSの歩数計機能で得られるゲームコインを消費しての入手も可能。ただし、ネメッチーはすれ違い通信を行わないと成長しないので、すれ違いできないと購入できる悪魔は初期の3種類（ノッカー、ピクシー、オリバーゼロ）のみだったが、2013年8月7日のアップデート（対応パッチをニンテンドーeショップからダウンロードする）によりDソウルを消費してネメッチーを成長させることが可能になった（1日1回）。
悪魔全書・剣全書
業魔殿では入手した悪魔や合体剣を、マグネタイトを支払うことで再入手することができる。また、合体で魔法を継承させた悪魔や、御霊合体で強化させた悪魔を登録する事も可能。解説も読む事ができるが、サターン版の『悪魔全書第二集』とは違いボイスは収録されておらず、イラストの拡大もできない。
ゲーム画面のワイド化（上画面）および2画面対応
オートマッピングは下画面に常時表示される。そのため、マップに関連した魔法「マッパー」、インストールソフト「ネオ・クリア」、消費アイテム「見晴らしの玉」が削除された。
キャラクターボイス
フルボイス化されており、ボイスのON/OFF機能も追加されている。
新規オープニングアニメ、テーマ曲
アニメ制作はサテライト。オリジナル版のオープニングも収録。新規オープニング曲はwink winkの『＃X』。
COMPハック
難易度を3段階に変更できる「難易度ハック」、未踏破のマップも表示する「オートマッピングハック」、悪魔に設定されている属性を無視して召喚できる「パーティー属性ハック」、初見の悪魔の詳細ステータスも閲覧できる「ANALYZEハック」が可能になっており、これらはゲーム中でも変更可能である。
新たなボスの追加
EXTRAダンジョンの新たなボスとして『葛葉ライドウシリーズ』からのキャラクターが登場する。

## デビルサマナー ソウルハッカーズ 悪魔全書 第二集
『デビルサマナー ソウルハッカーズ 悪魔全書 第二集』（デビルサマナー ソウルハッカーズ あくまぜんしょ だいにしゅう）は1997年12月23日に発売されたセガサターン用ソフト。『真・女神転生デビルサマナー 悪魔全書』の続編に相当する。
本編では語られなかったスプーキーズ結成の経緯が語られる「ノベル」（サウンドノベル）と、『ソウルハッカーズ』に登場した300体以上の悪魔のグラフィックと解説が閲覧できる「CGライブラリ」が収録されている。前作同様に、金子一馬が描いたグラフィックの数々を鑑賞することができる。また、サウンドルームでは『ソウルハッカーズ』のBGMの一部を鑑賞できる。
このソフトの応募券で『ソウルハッカーズ』のEXTRAダンジョンが収録された「スペシャルディスク」がプレゼントされるキャンペーンが開催された（現在終了）。

## 携帯電話版

### デビルサマナー ソウルハッカーズ Intruder
『デビルサマナー ソウルハッカーズ Intruder』（デビルサマナー ソウルハッカーズ イントルーダー、DEVIL SUMMONER SOUL HACKERS Intruder）は2007年より配信開始された携帯電話用アプリ。1997年にセガサターン用RPGとして発売された『デビルサマナー ソウルハッカーズ』を題材にしたシミュレーションRPG。
『ソウルハッカーズ』の事件から半年後、天海市で発見された新たな敵の前にハッカー集団「スプーキーズ」の面々が再び集う。アドベンチャーパートと斜め見下ろし型のシミュレーションパートを交互に繰り返しながらゲームを進める。

### デビルサマナー ソウルハッカーズ NEW GENERATION
『デビルサマナー ソウルハッカーズ NEW GENERATION』（デビルサマナー ソウルハッカーズ ニュージェネレーション、DEVIL SUMMONER SOUL HACKERS NEW GENERATION）は2008年より配信開始された携帯電話用アプリ。1997年にセガサターン用RPGとして発売された『デビルサマナー ソウルハッカーズ』を題材にしたRPG。

## 漫画版
デビルサマナー ソウルハッカーズ
漫画版『デビルサマナー ソウルハッカーズ』は角川書店の少女漫画雑誌『ミステリーDX』（2003年に休刊）にて佐々原史緒・高沢和巳によって連載されたコミカライズ作品。1999年3月には単行本化された。本来は全3巻の予定であったが、出版社とのトラブルにより2巻までになっており、刊行が途絶えている。
- デビルサマナー ソウルハッカーズ（1）ISBN 4-04-853054-2
- デビルサマナー ソウルハッカーズ（2）ISBN 4-04-853120-4

デビルサマナーZERO
漫画『デビルサマナーZERO』はメディアワークスの漫画雑誌『月刊電撃コミックガオ!』1998年5月号にて岡田耕始と金子一馬監修で御祗島千明によって描かれた読み切り作品。『真・女神転生デビルサマナー』と『ソウルハッカーズ』をリンクさせたオリジナル作品で、キョウジとレイがペアを組み始めたばかりの頃の物語となっている。単行本化はされていない。

## 小説版
デビルサマナー ソウルハッカーズ 死都光臨
小説『デビルサマナー ソウルハッカーズ 死都光臨（デビルサマナー ソウルハッカーズ しとこうりん）』はゲーム『デビルサマナー ソウルハッカーズ』のノベライズで、作者は牧野修。1998年3月にアスペクトより、アスペクトノベルズで発売された。
ISBN 4-7572-0005-6
デビルサマナー ソウルハッカーズ 〜Nightmare of the Butterfly〜
小説『デビルサマナー ソウルハッカーズ 〜Nightmare of the Butterfly〜』はゲーム『デビルサマナー ソウルハッカーズ』のノベライズで、作者は葛西伸哉。1999年4月にアスペクトより、ファミ通文庫で発売された。
ISBN 4-7572-0407-8

## スタッフ
SS版
- エグゼクティブプロデューサー - 原野直也
- プロデューサー - 横山秀幸
- ディレクター - 岡田耕始
- アートディレクター - 金子一馬
- メインプランナー - 礒貝正吾
- プランナー - 藤岡一樹、細野雄士、高橋万葉、橋野桂、谷川一、富永武、清水信宜、薄井和也、金田大輔
- メインプログラマー - 佐藤雅実
- プログラマー - 迎一彌、矢部直也、堀越正弘、細谷友博、山口太、秋山貴博、関口保
- メインCGデザイナー - 塩哲
- デザイナー - 佐藤佐和子、野口暁、本堂雅史、村上哲也、岩崎智美、片岡いずみ、五十嵐達也、副島成記、福沢綾子、杉山ルナ、白石恵、梶家都和子、米道智浩、平澤成直、増田直子
- メインサウンドクリエイター - 田崎寿子
- コンポーザー - 目黒将司、青木秀仁、増子司

PS版
- エグゼクティブプロデューサー - 原野直也
- プロデューサー - 横山秀幸、岡田耕始
- プロダクトマネージャー - 村上純一

3DS版
- ディレクター - 山井一千
- アートディレクター - 石田栄司
- テクニカルディレクター - 大山智
- サウンドディレクター - 土屋憲一
- サウンドコンポーザー - 小塚良太